# Blanchard Glacier
Blanchard Glacier är en glaciär i Antarktis. Den ligger i Västantarktis. Argentina, Chile och Storbritannien gör anspråk på området. Blanchard Glacier ligger 747 meter över havet.
Terrängen runt Blanchard Glacier är varierad. En vik av havet är nära Blanchard Glacier norrut. Trakten är obefolkad. Det finns inga samhällen i närheten. 